# Orazio Satta Puliga
Orazio Satta Puliga (Turim, 6 de outubro de 1910 — Milão, 22 de março de 1974) foi um projetista de automóveis italiano.
É conhecido pelo projeto de diversos Alfa Romeo.
Estudou engenharia mecânica (1933) e aeronáutica (1935) no Instituto Politécnico de Turim. Começou a trabalhar no departamento de projetos da Alfa Romeo em 2 de março de 1938, dirigido por Wifredo Ricart. Satta sucedeu Ricart como diretor em 1946, supervisionando o Alfa Romeo 158/159 Alfetta, Alfa Romeo 1900, Alfa Romeo Giulietta, Alfa Romeo Giulia, Alfa Romeo Montreal e Alfa Romeo Alfetta. Foi diretor central em 1951 e finalmente vice-presidente geral em 1969–1973.